# Серийи (Кот-д’Ор)
Серийи́ (фр. Cérilly) — коммуна во Франции, находится в регионе Бургундия. Департамент коммуны — Кот-д’Ор. Входит в состав кантона Лень. Округ коммуны — Монбар.
Код INSEE коммуны — 21125.

## Население
Население коммуны на 2010 год составляло 269 человек.
| 1962 | 1968 | 1975 | 1982 | 1990 | 1999 | 2010 |
| ---- | ---- | ---- | ---- | ---- | ---- | ---- |
| 251  | 247  | 252  | 268  | 247  | 242  | 269  |

## Экономика
В 2010 году среди 153 человек трудоспособного возраста (15—64 лет) 110 были экономически активными, 43 — неактивными (показатель активности — 71,9 %, в 1999 году было 68,1 %). Из 110 активных жителей работали 102 человека (55 мужчин и 47 женщин), безработных было 8 (3 мужчин и 5 женщин). Среди 43 неактивных 10 человек были учениками или студентами, 27 — пенсионерами, 6 были неактивными по другим причинам.